# Gerhard Hirsch (Numismatiker)
Gerhard Hirsch (* 24. Februar 1903 in München; † 9. Juli 1982) war ein deutscher Numismatiker, Münzhändler und Auktionator.

## Leben
Hirsch machte 1922 Abitur am Wilhelmsgymnasium München und trat im selben Jahr in die Münzhandlung Otto Helbing Nachfahren ein, die seit 1910 von seinem Vater Moritz Hirsch (gest. 1914) und seinem Onkel Heinrich Hirsch geleitet wurde, seit 1934 war er Mitinhaber. Nachdem die Familie als Juden seit 1935 Auktionsverbot hatte, ging Gerhard Hirsch nach Prag, wo er weiter als Münzhändler tätig war. Die Firma in München wurde 1939 verkauft. Gerhard Hirsch kam in die Konzentrationslager Theresienstadt und Auschwitz. Nach dem Krieg kehrte er zurück nach München, wo er von 1953 bis zu seinem Tode die Firma Gerhard Hirsch Numismatiker bzw. Gerhard Hirsch Münzenhandlung betrieb. Seine Firma führte bis 1982 insgesamt 134 Auktionen durch. Seit seinem Tod wird die Firma als Gerhard Hirsch Nachfolger von seiner Nichte Francisca Bernheimer weitergeführt.